# جائزة بريطانيا الكبرى 1968
جائزة بريطانيا الكبرى 1968 هو سباق فورمولا 1 أقيم بتاريخ 20 يوليو 1968 في كنت، إنجلترا. كان السابع من أصل 12 في بطولة العالم لسباقات الفورمولا واحد موسم 1968.